# Liste von Autoren/R

## Ra
Wilhelm Raabe (1831–1910)
François Rabelais (1494–1553)
Jean Racine (1639–1699)
Ann Radcliffe (1764–1823)
Fritz J. Raddatz (1931–2015)
Hartmut Radebold (1935–2021)
Cay Rademacher (* 1965)
Raymond Radiguet (1903–1923)
Iris Radisch (* 1959)
Friedrich Radszuweit (1876–1932)
Peter Radtke (1943–2020)
Marc-André Raffalovich (1864–1934)
Atiq Rahimi (* 1962)
Fred Rai (1941–2015)
Ferdinand Raimund (1790–1834)
Werner Raith (1940–2001)
Hannu Raittila (* 1956)
Hannu Rajaniemi (* 1978)
David Rakoff (1964–2012)
Tariq Ramadan (* 1962)
Tilman Rammstedt (* 1975)
Mario Ramos (* 1973)
Tamara Ramsay (1895–1985)
Ayn Rand (1905–1982)
Robert Randau (1873–1950)
Leopold von Ranke (1795–1886)
Uta Ranke-Heinemann (1927–2021)
Ian Rankin (* 1960)
Christoph Ransmayr (* 1954)
Lev Raphael (* 1954)
Renate Rasp (1935–2015)
Valentin Rasputin (1937–2015)
Claudia Rath (* 1964)
Julian Rathbone (1935–2008)
Lutz Rathenow (* 1952)
Terence Rattigan (1911–1977)
Albert H. Rausch (1882–1949)
Brigitte Rauschenbach (1943–2018)
Charles E. Raven (1885–1964)
Sławomir Rawicz (1915–2004)
John Rawls (1921–2002)
Derek Raymond (1931–1994)

## Re
Alojz Rebula (1924–2018)
Käthe Recheis (1928–2015)
John Rechy (* 1934)
Elisa von der Recke (1754–1833)
Jean M. Redmann (* 1955)
Patrick Redmond (* 1966)
Ishmael Reed (* 1938)
Justin Phillip Reed (* 1989)
Jan Philipp Reemtsma (* 1952)
Thilo Reffert (* 1970)
Erik Reger (1893–1954)
Gustav Regler (1898–1963)
Wulff D. Rehfus (1944–2015)
Ruth Rehmann (1922–2016)
Jens Rehn (1918–1983)
Wilhelm Reich (1897–1957)
Marcel Reich-Ranicki (1920–2013)
Reimut Reiche (* 1941)
Andreas Artur Reichelt (* 1977)
Martin Reichert (1973–2023)
Kathy Reichs (* 1948)
Robert Reid (* 1966)
Theodor Reik (1888–1969)
Matthew Reilly (* 1974)
Brigitte Reimann (1933–1973)
Uwe Reimer (1948–2004)
Gudrun Reinboth (* 1943)
Herbert Reinecker (1914–2007)
Lenka Reinerová (1916–2008)
Ludwig Reiners (1896–1957)
Christa Reinig (1926–2008)
Leonhard Reinirkens (1924–2008)
Andreas Reinke (* 1957)
Gerlind Reinshagen (1926–2019)
Erich Maria Remarque (1898–1970)
Ilkka Remes (* 1962)
Pierre-Jean Rémy (1937–2010)
Jules Renard (1864–1910)
Mary Renault (1905–1983)
Ruth Rendell (1930–2015)
Willibrordus S. Rendra (1935–2009)
Ludwig Renn (1889–1979)
Louise Rennison (1951–2016)
Karl Rennstich (1937–2015)
Regula Renschler (* 1935)
Wilfried A. Resch (* 1960)
Karin Reschke (* 1940)
Christian Reuter (getauft am 9. Oktober 1665 – nachweisbar bis 1712)
Fritz Reuter (1810–1874)
Franziska zu Reventlow (1871–1918)
Felix Rexhausen (1932–1992)
Alastair Reynolds (* 1966)
Mack Reynolds (1917–1983)
Simon Reynolds (* 1963)
Charles Reznikoff (1894–1976)
Gregor von Rezzori (1914–1998)

## Ri
Øystein Rian (* 1945), NOR
João Ubaldo Ribeiro (1941–2014), BR
Ugo Riccarelli (1954–2013), IT
Anne Rice (1941–2021), US
Christopher Rice (* 1978), US
Elmer Rice (1892–1967), US
Peter Rice (1935–1992), IRL
Stan Rice (1942–2002), US
Adrienne Rich (1929–2012), US
Donald Richie (1924–2013), US
Hans Werner Richter (1908–1993), D
Horst-Eberhard Richter (1923–2011), D
Johann Paul Friedrich Richter (= Pseudonym „Jean Paul“; 1763–1825), D
Jutta Richter (* 1955), D
Charlotte Richter-Peill (* 1969), D
Karin Rick (* 1955), AU
Christian Rickens (* 1971), D
Folkert Rickers (1938–2011), D
Keith Ridgway (* 1965), IRL
Manfred Riedel (1936–2009), D
Ines Rieder (1954–2015), AT
Dominik Riedo (* 1974), CH
Gregor Riegler (* 1950), AT
Wilhelm Heinrich Riehl (1823–1897), D
Jørn Riel (1931–2023), DK
Carme Riera (* 1948), ES
Michael Rieth (1944–2014), D
Klaus Rifbjerg (1931–2015), DA
Judith Merkle Riley (1942–2010), US
Lucinda Riley (1965–2021), GB
Rainer Maria Rilke (1875–1926), AT
Monika Rinck (* 1969), D
Joachim Ringelnatz (1883–1934), D
Luise Rinser (1911–2002), D
Rick Riordan (* 1964), US
Martin Ripkens (1934–2012), D
Martí de Riquer (1914–2013), ES
Armin Risi (* 1962), CH
Gilbert Rist (1938–2023), CH
Johann Rist (1607–1667), D
Giannis Ritsos (1909–1990), GR
Gerhard A. Ritter (1929–2015), D
Heinz Ritter-Schaumburg (1902–1994), D
Henning Ritter (1943–2013), D
Ulrich Ritzel (* 1940), D
William Riviere (* 19**), DMA

## Ro
Augusto Roa Bastos (1917–2005)
Alain Robbe-Grillet (1922–2008)
Harold Robbins (1916–1997)
Tom Robbins (1932–2025)
Ludwig Robert (1778–1832)
Carolina De Robertis (* 1975)
Nora Roberts (* 1950)
Frank M. Robinson (1926–2014)
Patrick Robinson (* 1940)
Peter Robinson (1950–2022)
Billy Roche (* 1949)
Charlotte Roche (* 1978)
Henri-Pierre Roché (1879–1959)
Christiane Rochefort (1917–1998)
Petra Röder (1969–2018)
Mary Rodgers (1931–2014)
Klaus Roehler (1929–2000)
Oskar Roehler (* 1959)
Michael Roes (* 1960)
Theodore Roethke (1908–1963)
Carl Rogers (1902–1987)
Adela Rogers St. Johns (1894–1988)
Viola Roggenkamp (* 1948)
Hedwig Rohde (1908–1990)
Géza Róheim (1881–1953)
Wolfgang Rohner-Radegast (1920–2002)
Jörn Jacob Rohwer (* 1965)
Gonzalo Rojas (1916–2011)
Romain Rolland (1866–1944)
Chris P. Rolls (* 1971)
Lawrence Roman (1921–2008)
Manfred Römbell (1941–2010)
Michael Römling (* 1973)
Manfred Rommel (1928–2013)
Birgit Rommelspacher (1945–2015)
Frank Ronan (* 1963)
Ned Rorem (1923–2022)
Richard Rorty (1931–2007)
António Ramos Rosa (1924–2013)
Hartmut Rosa (* 1965)
João Guimarães Rosa (1908–1967)
Emily Rosdolsky (1911–2001)
Roman Rosdolsky (1898–1967)
Gillian Rose (1947–1995)
Peter Rosegger (1843–1918)
Peter Rosei (* 1946)
Joe Rosenblatt (1933–2019)
Herbert Rosendorfer (1934–2012)
Thomas Rosenlöcher (1947–2022)
Conrad Rosenstein (1910–1977)
Gabriel Rosenstock (* 1949)
Robert Rosentreter (1931–2015)
Jo Hanns Rösler (1899–1966)
Shane Ross (* 1949)
Rossana Rossanda (1924–2020)
Christian Roth (* 1945)
Eugen Roth (1895–1976)
Joseph Roth (1894–1939)
Jürgen Roth (Publizist) (1945–2017)
Jürgen Roth (Schriftsteller) (* 1968)
Marie-Louise Roth (1926–2014)
Philip Roth (1933–2018)
Michael Rothballer (* 1974)
Hans Rothe (1894–1977)
Dietmar Rothermund (1933–2020)
Franz Ignatius Rothfischer (1720/21–1755)
Ralf Rothmann (* 1953)
Felicie Rotter (1916–1982)
Julian B. Rotter (1916–2014)
Anton Rotzetter (1939–2016)
Élisabeth Roudinesco (* 1944)
Jean-Jacques Rousseau (1712–1778)
Raymond Roussel (1877–1933)
Alma Routsong (1924–1996)
Joanne K. Rowling (* 1965)
Harry Rowohlt (1945–2015)
Arundhati Roy (* 1961)
Jules Roy (1907–2000)
Tadeusz Różewicz (1921–2014)
Gilles Rozier (* 1963)

## Ru
Nikolaj Rubcov (1936–1971), RU
Richard L. Rubenstein (1924–2021)
Gayle Rubin (* 1949)
Ludwig Rubiner (1881–1920)
Tex Rubinowitz (* 1961)
Tuvia Rübner (1924–2019)
Günter Ruch (1956–2010)
Günther Rücker (1924–2008)
Friedrich Rückert (1788–1866)
Stephan Rudas (1944–2010)
Niall Rudd (1927–2015)
Kriss Rudolph (* 1971)
Reginald Rudorf (1929–2008)
Ariane Rüdiger (* 1958)
Walter Rüegg (1918–2015)
Matt Ruff (* 1965)
Arnold Ruge (1802–1880)
Eugen Ruge (* 1954)
Uta Ruge (* 1953)
Alice Rühle-Gerstel (1894–1943)
Günther Rühle (1924–2021)
Jürgen Rühle (1924–1986)
Gerhard Rühm (* 1930)
Eva Rühmkorf (1935–2013)
Peter Rühmkorf (1929–2008)
Carlos Ruiz Zafón (1964–2020)
Jane Rule (1931–2007)
Juan Rulfo (1917–1986)
Dschalal ad-Din ar-Rumi (1207–1273)
Manfred Rumpf
Xiao Rundcrantz (* 1966)
Arno Frank Runen (* 1968)
Leila Rupp (* 1950)
Salman Rushdie (* 1947)
Rosie Rushton (* 1945)
Bertrand Russell (1872–1970)
Paul Elliott Russell (* 1956)
Richard Russo (* 1949)
Richard Paul Russo (* 1954)
Vito Russo (1946–1990)
Rustichello da Pisa (13. Jh.)

## Ry
Cornelius Ryan (1920–1974)
Michail Ryklin (* 1948)
Geoff Ryman (* 1951)
Juri Rytcheu (1930–2008)